# Französische Straße (metropolitana di Berlino)
La stazione di Französische Straße era una stazione della metropolitana di Berlino situata sulla linea U6 sotto la strada Friedrichstraße.
È posta sotto tutela monumentale (Denkmalschutz).

## Storia
Costruita nel 1923 da Alfred Grenander. Nel 1945 fu chiusa per pochi mesi.
A partire dal 18 agosto 1961, in conseguenza della costruzione del Muro di Berlino e delle conseguenti nuove disposizioni emanate dal governo della Repubblica Democratica Tedesca, la stazione di Französische Straße, analogamente a tutte le altre della linea ricadenti nel settore orientale della città (esclusa la stazione di Friedrichstraße), entrò a far parte del gruppo delle cosiddette «stazioni fantasma»: i treni, eserciti dalla BVG occidentale, percorrevano la linea senza effettuare le fermate site nel settore orientale.
La stazione fu riaperta il 1º luglio 1990, nella data dell'entrata in vigore dell'unione doganale fra le due Germanie, alcuni mesi prima della riunificazione tedesca.
Nel 1995 la stazione fu allungata di 25 metri in modo da permettere lo stazionamento dei nuovi treni a sei carrozze.
La fermata è stata soppressa il 4 dicembre 2020, sostituita dalla fermata Unter den Linden posta appena 200 m più a nord all'incrocio con il nuovo tratto della linea U5. Di conseguenza, Französische Straße è divenuta una stazione fantasma, in attesa di decisioni riguardo ad un suo possibile riutilizzo in futuro.